# Affaire Tuvia Grossman
L’affaire Tuvia Grossman est une affaire médiatique de manipulation d’image dans le contexte du conflit israélo-palestinien. La photographie prise le 29 septembre 2000 en Israël est diffusée dans plusieurs médias internationaux et présentée dans un premier temps comme celle d’un Palestinien agressé par un policier israélien alors qu'en fait, il s'agit de celle d’un étudiant juif américain battu et blessé par plusieurs manifestants palestiniens et protégé par un policier israélien. Par la suite, la plupart des journaux ont corrigé leur erreur.

## Chronologie
- Le 30 septembre 2000, peu de temps après le début de la Seconde intifada, l'agence de presse Associated Press (AP) diffuse une photographie représentant au premier plan, un jeune homme accroupi, blessé notamment à la tête, le visage et le vêtement éclaboussés de sang, devant un policier israélien debout en arrière-plan, dressant de façon menaçante sa matraque et bouche ouverte, semblant vociférer. L’image semble indiquer que le policier a agressé le jeune homme. Cette impression est entretenue par la légende publiée avec la photographie : « un manifestant palestinien blessé »[1].
- Le 1er octobre, le New York Times reprend la même photographie, indiquant en légende : "An Israeli policeman and a Palestinian on the Temple Mount" (« Un policier israélien et un Palestinien sur le Mont du Temple »)[2].
- Le 2 octobre, le quotidien français Libération reprend également la photographie en la publiant en grand format à la Une, titrant « Jérusalem : la provocation », avec les mêmes commentaires présentant un « Palestinien victime des affrontements » du jour[2].
- Le 3 octobre, les journaux sont contactés par Aaron Grossman, Juif américain qui a reconnu sur la photographie son fils Tuvia, étudiant à Chicago et en voyage en Israël[2]. Dans sa lettre au journal américain, il écrit[3],[4],[5] :

« Regarding your picture on page A5 of the Israeli soldier and the Palestinian on the Temple Mount -- that Palestinian is actually my son, Tuvia Grossman, a Jewish student from Chicago. He, and two of his friends, were pulled from their taxicab while traveling in Jerusalem, by a mob of Palestinian Arabs, and were severely beaten and stabbed.
That picture could not have been taken on the Temple Mount because there are no gas stations on the Temple Mount and certainly none with Hebrew lettering, like the one clearly seen behind the Israeli soldier attempting to protect my son from the mob. »

- La photographie est reprise dans des media du monde entier.

## Réalité de l'image
Tuvia Grossman, la victime au visage en sang sur la photographie, est effectivement un étudiant juif américain de Chicago en voyage en Israël pour étudier dans une yeshiva. Peu de temps avant la prise du cliché, Tuvia et ses amis ont été violemment extraits de leur taxi, qui venait de prendre un raccourci à travers le quartier arabe de (en)Wadi al-Joz, par une quarantaine d'Arabes palestiniens qui les avaient encerclés et lapidés, ensuite battus et poignardés, ce qui explique leurs blessures, les vitres du taxi ayant explosé sous les jets de pierre. Tuvia Grossman, poignardé à la jambe et touché à la tête, a pu s'échapper et se réfugier à une station service où il s'effondre.
La photographie est prise par un photographe israélien travaillant pour une agence locale, Zoom 77.
Le policier israélien de la police des frontières - identifié plus tard comme étant Gidon Tzefadi, un Druze israélien de Kafr Sumei -, présenté par les médias comme l’agresseur, a en réalité secouru les jeunes victimes de la foule palestinienne, à une station service de Jérusalem, en criant et agitant sa matraque à l'adresse des émeutiers, leur ordonnant de se tenir à distance. Il a par la suite, porté le jeune étudiant blessé à une ambulance.

## Conséquences
Le 4 octobre 2000, le New York Times publie une rectification mais il omet de préciser que Tuvia Grossman est juif, qu'il y a eu passage à tabac et que le lieu de l'incident se situe dans un quartier arabe à l'est de Jérusalem, à Wadi al-Joz - donc ni le « mont du Temple » ni la « vieille ville de Jérusalem » comme il l'a indiqué successivement.
Le 6 octobre, Associated Press confirme qu’il s’agit d’une « erreur ». Ce même jour, le New York Times publie un nouvel article pour corriger le précédent, où les protagonistes, les faits, les lieux sont correctement identifiés et indiqués. Le 7 octobre, c'est au tour de Libération de replacer le contexte et rectifier sa précédente publication.
Plusieurs organisations (et parmi elles, un site officiel du gouvernement égyptien) ainsi que plusieurs autres sites arabes reprennent cependant cette image en continuant de présenter la victime comme palestinienne. Notamment des organisations musulmanes utilisent toujours la photographie en question, en présentant encore Tuvia Grossman comme un Palestinien, pour provoquer la colère d'un lectorat et encourager à un boycott contre la société Coca-cola qui soutiendrait Israël.

Seth Ackerman de FAIR (Fairness & Accuracy In Reporting), un organisme progressiste de gauche de surveillance des médias, a estimé que la réponse des critiques des médias pro-israéliens était excessive car les vrais victimes de ce jour seraient les Palestiniens. Selon Ackerman, sept à huit journaux américains ont repris la photographie et sa légende trompeuse. L'Associated Press a reconnu l'erreur et s'est employée à la corriger, tout comme la quasi-totalité des journaux qui l'ont publiée. Le New York Times a publié deux rétractations (une le 4 octobre 2000 et une autre trois jours plus tard) ainsi qu'un article retraçant l'incident depuis la prise du cliché jusqu'à sa publication. 
(trad. aut.) « Les journaux de tout le pays ont publié des commentaires et des lettres de soutien à Israël, brandissant la photographie mal identifiée comme preuve tangible de leurs soupçons de longue date. Le New York Post (05/10/2000) et The Wall Street Journal (06/10/2000) ont tous deux publié des éditoriaux sur la photo. Dans leurs commentaires, la photo mal identifiée prouvait que la « désinformation pro-palestinienne » était monnaie courante dans les médias (Albany Times-Union, 25/10/2000) et que « les préjugés anti-israéliens déforment les mentalités américaines » (Providence Journal-Bulletin, 13/10/2000). La chroniqueuse du Daily Oklahoman, Edie Roodman (13/10/2000), a accusé les médias de « stimuler indirectement les émeutes » des Palestiniens. » – Seth Ackerman, FAIR.
À la suite de cet incident, l'organisation Honest Reporting est fondée en octobre 2000 au Royaume-Uni ; il s'agit de l'une des organisations les plus importantes dans la critique des médias et la couverture des distorsions et des rapports trompeurs ou biaisés faits contre Israël,. Les actions d'HonestReporting ont depuis donné lieu à un certain nombre de corrections dans les médias,,,,,,,.
En avril 2002, le Tribunal de Grande Instance de Paris condamne le quotidien Libération et l’agence Associated Press à payer 4 500 euros de dédommagements à la famille Grossman pour « utilisation abusive de son image ».
La publication par l'AP de la photographie de Grossman met en lumière l'un des nombreux incidents médiatiques controversés du conflit israélo-palestinien. Elle a suscité de vives réactions de la part de plusieurs organisations de défense et de surveillance pro- israéliennes.

## Vie ultérieure
En septembre 2005, Tuvia Grossman a fait son alyah (émigration en Israël) : « Je savais que je voulais être ici, en Israël (...) Rien ne pouvait m'arrêter. » Comme il avait étudié le droit à Chicago, sa ville natale, il a effectué ensuite un stage à la Cour suprême israélienne et a obtenu son diplôme d'avocat. Il travaille en Israël.
En 2010, soit dix ans après l'incident, Tuvia Grossman a rencontré Gidon Tzefadi, le policier qui lui avait sauvé la vie, le 29 septembre 2000. Les retrouvailles ont été relatées sur le site web (en)HonestReporting.
Lors d'une interview la même année, Tuvia Grossman remarque : « Même si le Times a publié une correction, des cousins à moi, témoins d'un rassemblement pro-palestinien à São Paulo, au Brésil, ont remarqué des manifestants brandissant des affiches à mon effigie pour dénoncer la brutalité israélienne (...) Il y aura toujours des gens qui ont vu l'original sans voir la correction ».